# Хельденштайн
Хельденштайн (нем. Heldenstein) — община в Германии, в земле Бавария. 
Подчиняется административному округу Верхняя Бавария. Входит в состав района Мюльдорф-на-Инне. Подчиняется управлению Хельденштайн.  Население составляет 2402 человека (на 31 декабря 2010 года). Занимает площадь 19,85 км².